# Shorty & Doc
| Recensione | Giudizio |
| ---------- | -------- |
| AllMusic   |          |

Shorty & Doc è un album a nome dei trombettisti jazz statunitensi Shorty Baker & Doc Cheatham, pubblicato dalla casa discografica Swingville Records nel novembre del 1961.

## Tracce

### LP
Lato A
1. Chitlin's – 10:55 (musica: Esmond Edwards)
2. I Didn't Know What Time It Was – 5:13 (testo: Lorenz Hart – musica: Richard Rodgers)
3. Baker's Dozen – 4:53 (musica: Shorty Baker)

Lato B
1. Good Queen Bess – 7:38 (musica: Johnny Hodges)
2. Night Train – 6:39 (musica: Jimmy Forrest)
3. Lullabye in Rhythm – 7:35 (testo: Walter Hirsch – musica: Benny Goodman, Edgar Sampson, Clarence Profit)

- Durata brani (non accreditati sull'album originale) ricavati dal CD del 1995 pubblicato dalla Original Jazz Classics (OJCCD-839-2)

## Musicisti
- Harold "Shorty" Baker – tromba
- Adolphus "Doc" Cheatham – tromba
- Walter Bishop Jr. – piano
- Wendell Marshall – contrabbasso
- J. C. Heard – batteria

Note aggiuntive
- Esmond Edwards – produttore, supervisione
- Registrazioni effettuate il 17 gennaio 1961 al Van Gelder Studio di Englewood Cliffs, New Jersey
- Rudy Van Gelder – ingegnere delle registrazioni
- Esmond Edwards – foto copertina album originale
- Joe Goldberg – note retrocopertina album originale